# Breitowo
Breitowo (russisch Бре́йтово) ist ein Dorf (selo) in der Oblast Jaroslawl in Russland mit 3308 Einwohnern (Stand 14. Oktober 2010).

## Geographie
Der Ort liegt etwa 140 km Luftlinie nordwestlich des Oblastverwaltungszentrums Jaroslawl am westlichen Ufer des Rybinsker Stausees der Wolga, links des dort einmündenden Flusses Sit, dessen Unterlauf sich ebenfalls im Staubereich befindet und dort über 500 Meter breit ist.
Breitowo ist Verwaltungszentrum des Rajons Breitowski sowie Sitz der Landgemeinde Breitowskoje selskoje posselenije. Zur Gemeinde gehören 75 weitere Dörfer, von denen nur zwei mehr als 100 Einwohner haben: Nowinka (5 km nordwestlich) und Uljanicha (17 km südsüdwestlich); weitere 30 Orte haben mindestens 10 Einwohner, 23 unter 10 Einwohner und 20 keine ständigen Einwohner (Stand 2010).

## Geschichte
Der Ort wurde 1613 erstmals urkundlich erwähnt. Ab 1777 gehörte er zum Ujesd Mologa der Statthalterschaft Jaroslawl, ab 1796 des Gouvernements Jaroslawl.
Vom 3. Februar 1921 bis 15. Februar 1923 gehörte der Ujesd zwischenzeitlich zum kurzlebigen Gouvernement Rybinsk. Nach Auflösung der Gouvernements und Ujesde wurde am 14. Januar 1929 ein Rajon mit Sitz in Breitowo ausgewiesen, der zunächst zur Industrieoblast Iwanowo (bis 1930 im Bestand des Okrugs Jaroslawl) gehörte und mit deren Aufteilung am 11. März 1936 zur Oblast Jaroslawl kam.
Bei der Füllung des Rybinsker Stausees in den 1940er-Jahren wurde die ursprüngliche Ortslage teilweise überflutet. Seither befindet sich das Ortszentrum weiter westlich. Von 1963 bis 1964 war der Rajon vorübergehend aufgelöst. 1986 erhielt Breitowo den Status einer Siedlung städtischen Typs, verlor ihn aber bereits 1991 wieder.

### Bevölkerungsentwicklung
| Jahr | Einwohner |
| ---- | --------- |
| 1897 | 808       |
| 1939 | 1736      |
| 1959 | 1544      |
| 1970 | 2058      |
| 1979 | 3052      |
| 1989 | 4015      |
| 2002 | 3710      |
| 2010 | 3308      |

Anmerkung: Volkszählungsdaten

## Verkehr
Breitowo ist Endpunkt der Regionalstraße 78K-0009, die von Uglitsch an der Wolga über das südlich benachbarte Rajonzentrum Nowy Nekous kommt, weiter dem Westufer der Rybinsker Stausees folgt und unmittelbar oberhalb von Breitowo die Sit überquert. Links der Sit flussaufwärts nach Süden verläuft die Regionalstraße 78K-0022 bis zur 78N-0377, die Nowy Nekous mit der Grenze der Oblast Twer in Richtung Sonkowo – Beschezk verbindet. Von Breitowo nach Nordwesten führt die 78N-0131 nach Prosorowo unweit der Grenze zur Oblast Twer, wo weiter Verbindung in Richtung Krasny Cholm beziehungsweise Wessjegonsk besteht.
Die nächstgelegenen Bahnstationen sind per Straße jeweils gut 60 km südlich Nekous (in Nowy Nekous) und Schestichino an der Strecke Jaroslawl – Rybinsk – Bologoje.

## Söhne und Töchter des Orts
- Sinaida Weis-Ksenofontowa (1888–1961), Seismologin